# 복복선

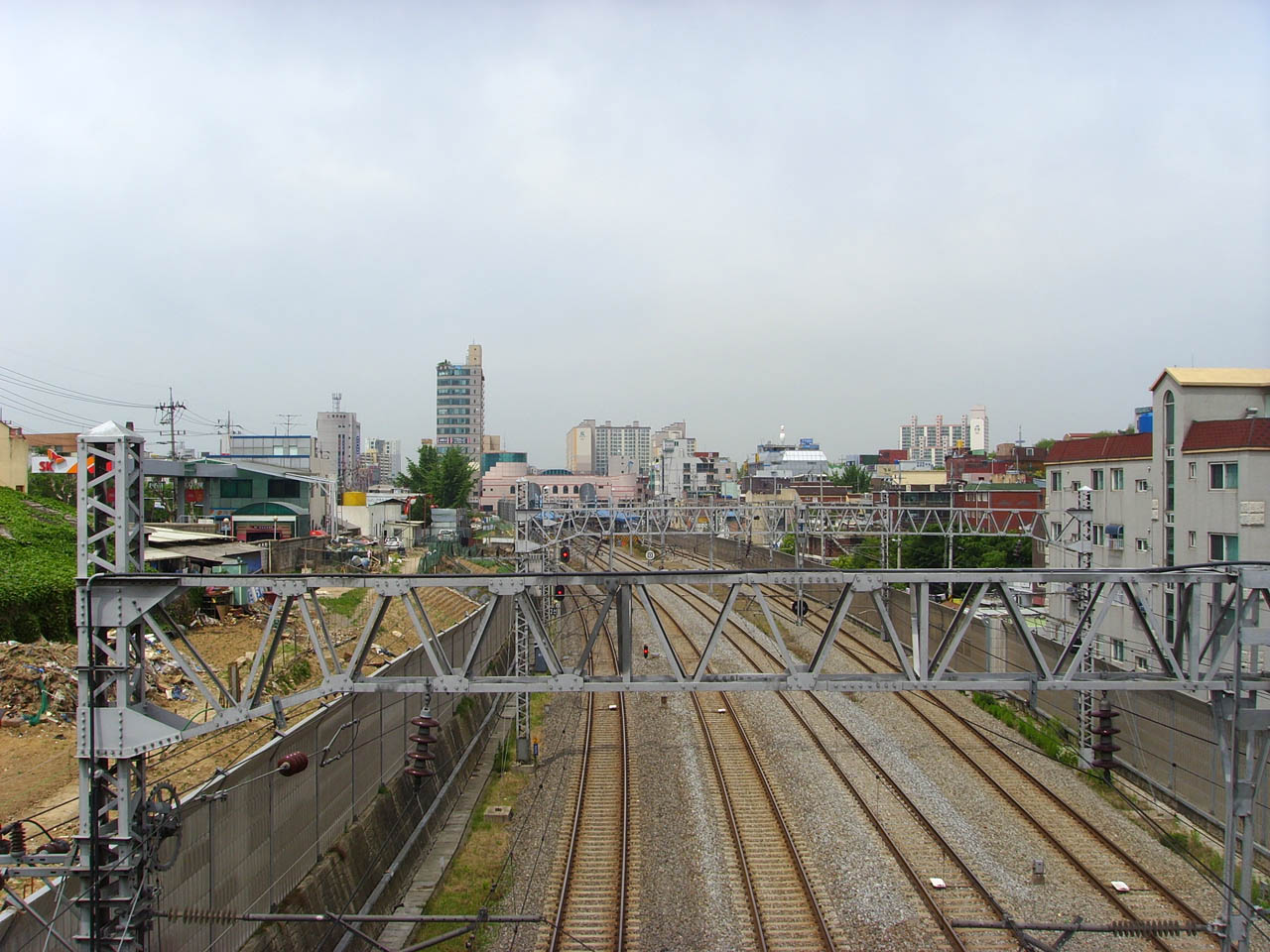
복복선화된 경인선 선로

복복선(複複線)이란 철도에서 복선 선로를 이중으로 놓아 4개의 선로를 설치한 것을 말하며, 넓은 의미의 복선에 해당한다.

## 개요
복복선은 대개 열차빈도가 많은 대도시 인근 노선이나 간선 노선에 종종 설치된다. 복복선의 경우 대개 복선에 비해 2배 정도의 선로용량 증가가 이루어진다.
열차 운용에 있어서, 복선 철도에 비해 복복선은 열차의 추월과 대피 취급이 간소화되며, 차량 종류 및 성능 별로 사용 선로를 분리할 수 있기 때문에 수송의 질적인 면에서 유리하다. 그러나, 복복선은 건설비가 방대하며, 열차의 회차나 입환 시 선로 사용의 융통성이 떨어진다는 단점 역시 가지고 있다.
복복선에 추가로 복선을 설치한 것은 3복선으로, 더 늘어날 경우에는 4복선·5복선 등으로 부른다. 이외에도 복선에 선로를 하나만 추가하여 선로가 3개가 되는 경우가 있는데, 이것을 삼선이라고 한다.

## 운영법
복복선의 각 복선 선로에 열차선을 배치하는 방법에는 여러가지가 있다.
속도별 배치
빠른 특급 열차선과 그보다 느린 완행 열차선을 구분하는 방법이다. 열차를 속도별로 배치함으로써 보다 더 효율적인 운영을 할 수 있게 되며, 이 방식은 주로 기존의 복선 철도에 고속선을 부설하는 방식으로 생겨난다.
거리별 배치
장거리 열차나 화물 열차를 위한 선로와 비교적 짧은 구간을 잇는 통근형 철도를 구분하는 방법이다. 이 방법은 각 열차의 지연이 다른 서비스에 영향을 끼치는 범위를 제한하여 보다 안정적인 운영을 할 수 있도록 도와준다. 이 배치는 대개 세계의 대도시권에 적용되어 있으며, 기존 노선에 완행 서비스를 추가할 때 생겨난다.
목적지별 배치
복복선의 선로가 서로 다른 곳으로 갈라지는 유형으로, 열차는 목적지에 따라서 배치된다. 이 방식은 대개 기존 노선에 지선을 추가하는 방식으로 생겨난다.
여객/화물 분리 배치
여객 열차와 화물 열차를 분리시키는 유형이다. 이 방식은 화물 열차의 수가 많은 노선이나, 대간선의 화물 우회 경로를 제공하기 위해서 생겨나는 방식으로, 세계 대부분의 화물선은 기존의 여객선을 따라가는 구간이 존재, 이러한 유형의 복복선 구간을 가지고 있다. 이 방식의 장점은 화물 열차를 분리함으로써 안정된 화물, 여객 서비스를 제공할 수 있고, 열차 운용도 간편하게 할 수 있어 관리 비용이 절감된다는 점이다.
기타 배치
강을 건너에 둔 양쪽 복선 노선을 복복선처럼 사용하기도 한다. 이 방식은 독일의 라인강, 프랑스의 론강에서 이루어지고 있다.

## 배선법에 따른 분류
배선 방식에 따라서 복복선은 방향별 복복선과 선로별 복복선으로 구분된다.

### 방향별 복복선

방향별 복복선의 예

방향별 복복선은 열차의 통행 방향이 같은 것을 묶어 놓는 식으로 선로를 사용하는 것을 말한다. 즉, 4개의 선로가 있을 때, 열차의 진행방향이 ↑↑↓↓으로 통행하는 것을 말한다. 따라서 같은 방향 열차는 인접한 선로를 다니게 된다. 대개의 경우, 방향별 복복선을 취한 구간은 내측과 외측의 각 선로를 열차의 완급에 따라 분리 사용한다.
방향별 복복선은 선로사용의 융통성이 크고, 선로의 처리량 역시 가장 극대화된다. 또한, 이용객 측면에서도 승강장을 쌍섬식으로 내외선 사이에 설치할 경우 이용객은 한 승강장에서 내측과 외측 어느 쪽의 열차든 편의대로 이용할 수 있다. 특히, 급행 열차와 완행 열차를 각 선로별로 운행할 경우 두 열차를 필요에 따라 쉽게 갈아탈 수 있고, 환승역의 승강장을 이 방식으로 운영할 경우 금정역과 같이 매우 편리한 환승이 가능하다는 것이 큰 장점이라 할 수 있다.
그러나, 방향별 복복선은 또한 특정 선로로의 승객 쏠림 현상이 쉽게 일어날 수 있으며, 분기, 회차나 입환 시에 평면 교차를 해야 할 경우 이를 처리하기 어렵다는 문제가 있다. 선로의 건설 면에서는 일거에 완전히 건설해야 하거나, 공사 도중에 사용선을 수 차례 바꿔가면서 건설해야 하기 때문에 비교적 비용과 시간이 많이 든다. 아울러, 내선과 외선이 병행하기 때문에 육안식 신호를 사용할 경우, 신호를 놓치거나 인접선의 신호를 자신의 신호로 착오할 위험이 있다. 아울러, 쌍섬식 승강장을 취할 경우 내측 혹은 외측 선로가 통과선이 되기 때문에 이용객의 안전사고가 발생하기 쉽다.

### 선로별 복복선

선로별 복복선의 예

선로별 복복선은 선로의 용도가 같은 것을 묶어 놓는 방식을 말한다. 즉, 4개의 선로가 있을 때, 열차가 ↑↓↑↓식으로 다니는 것을 말한다. 따라서 같은 방향 열차는 한 선로를 건너 뛴 선로를 다니게 된다. 대개의 경우 선로별 복복선을 취한 구간은 열차의 용도(화물, 여객 혹은 특급, 전철 등)에 따라서 선로를 분리 사용한다.
선로별 복복선은 각각의 복선을 완전히 분리할 수 있기 때문에, 철도의 필요에 따라 이용객을 분리하기 용이하다. 특히, 완행 열차와 급행 열차 이용객을 별도로 분리하고자 할 경우 선로별 복복선은 매우 유리하다. 시설 면에서도 한쪽 선로에만 시설을 설치하는 식으로 처리하기 용이하여, 건설비를 절감할 수 있다. 또한, 이로 인해 통과선로를 분리하는게 가능하여 이용객의 안전사고를 예방하기에도 유리하다. 또한, 필요에 따라서 선형을 분리하기 용이하여, 분기, 회차, 입환을 쉽게 할 수 있도록 배선을 계획하기 쉬우며, 건설의 융통성 역시 유리하다.
그러나, 인접 선로로 이동하기 위해서는 평면교차를 해야 하기 때문에 선로 사용의 융통성이 떨어진다. 사용 선로가 분리되기 때문에, 방향별 복복선처럼 내외선을 오가면서 정차역을 안배하거나 추월을 구현하는 것은 불가능하다. 또한, 이용객의 입장에서는 완행 열차와 급행 열차가 별도로 분리되기 때문에 갈아타기가 불편하다는 단점이 있다.

## 사례

### 대한민국

#### 방향별 복복선
- 경부선
  - 구로~두정 간
- 경인선
  - 구로~동인천 간
- 경의선
  - 행신~능곡 간

#### 선로별 복복선
- 경부선
  - 서울~구로 간: 3복선 구간
  - 동대구~가천 간: 3선 구간(경부선 본선+대구선 전용의 단선)
- 경의선
  - 디지털미디어시티~한국항공대 간
- 중앙선
  - 상봉~망우 간: 중앙선 전동차/일반열차용 복선, 경춘선 열차용 복선, 망우선도 병행함, 총 5선 구간

#### 기타
이하의 노선은 선로가 일정한 역간을 병행하지만 공식적으로는 복복선으로 취급하지 않는다.
- 경부선
  - 두정~천안 간: 경부선과 천안직결선이 병행함
  - 사상~범일 간: 경부선, 가야선이 병행함, 단, 가야선 만이 가야역을 경유함.
  - 범일~부산진 간: 경부선, 동해선이 병행함

- 경원선
  - 청량리~회기 간: 경원선과 중앙선이 병행함
  - 석계~광운대 간: 경원선과 망우선이 병행함
  - 의정부~가능 간: 경원선과 교외선이 병행함

- 경의선
  - 능곡~대곡 간: 경의선과 교외선이 병행함

### 일본
일본의 경우 도쿄도와 인근의 가나가와현, 지바현, 사이타마현 등 수도권 몇몇 도현 지역과, 오사카부 및 효고현 등 게이한신 일대, 아이치현, 후쿠오카현 등과 같이 혼잡이 심한 지역에 속하여 있는 철로 중 일부 선로가 복복선으로 깔려 있고 JR 특급 열차도 역시 마찬가지로 선로를 복복선으로 깔리게 되며, 일부 도시철도는 동일 선로가 급행선, 분리형 선로 등으로 나누어 깔리게 된다.

### 중국
중국은 대한민국이나 일본과 달리 대륙이라 그 쪽은 베이징, 상하이, 광저우, 홍콩, 마카오, 칭다오, 선양, 샤먼, 항저우 등 혼잡이 심한 지역에서는 복선도 감당할 수 없어 복복선으로 깔리는 구간이 더러 있다. 대표적인 예로는 광선 철로와 후닝 고속철도, 징주 철로 등이 있다.

## 갤러리

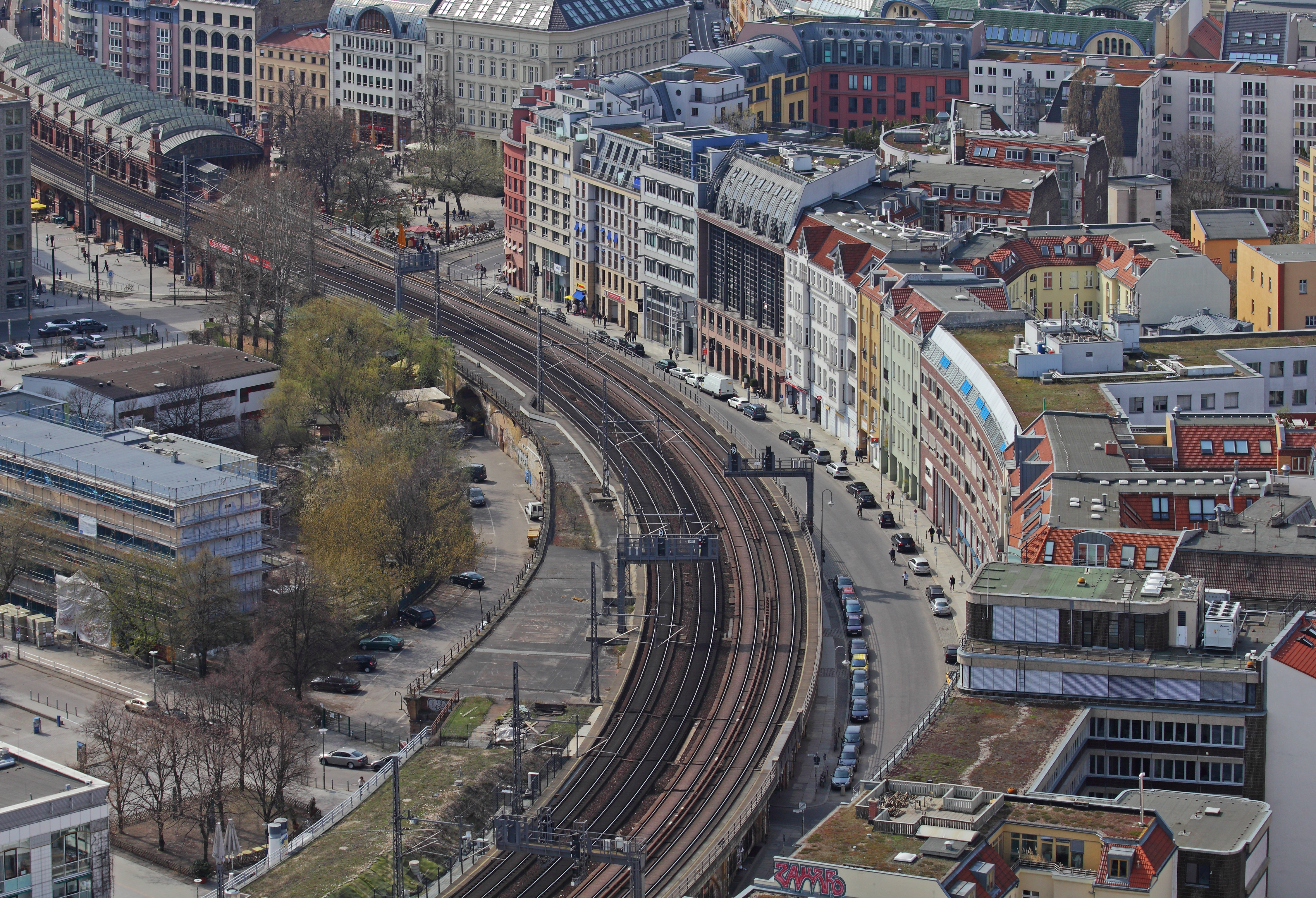
베를리너 슈타트반의 복복선 구간
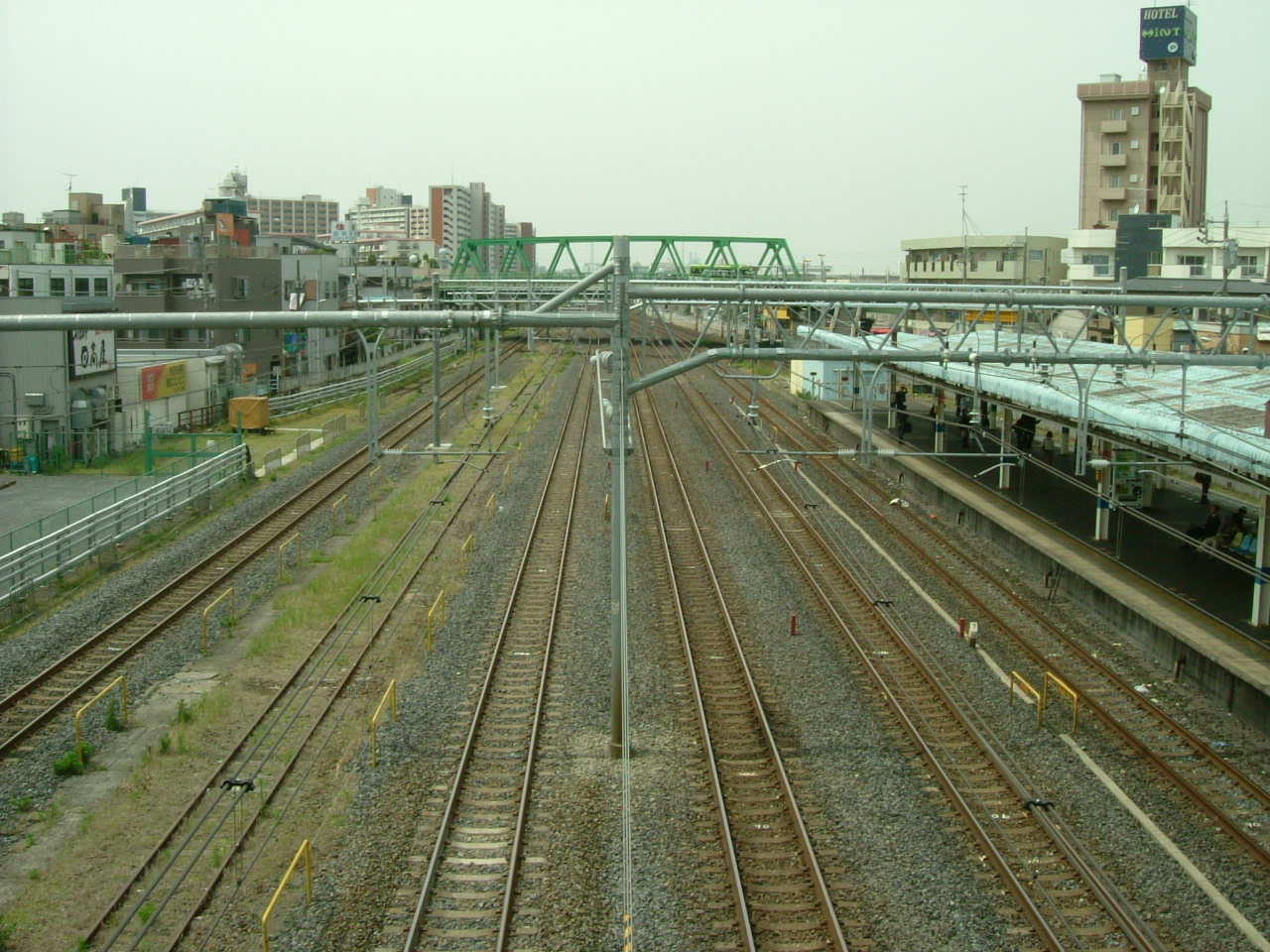
동일본여객철도 도호쿠 본선의 3복선 구간 (와라비역 일대) 선로의 외형상으로 볼 때 대한민국의 경부선 서울역 - 구로역 사이의 구간과 거의 비슷한 선형을 가지고 있으며, 사진상에서는 7개의 선로가 찍혀 있지만, 좌측으로부터 2번째 선로는 사용되지 않는 상태이다.
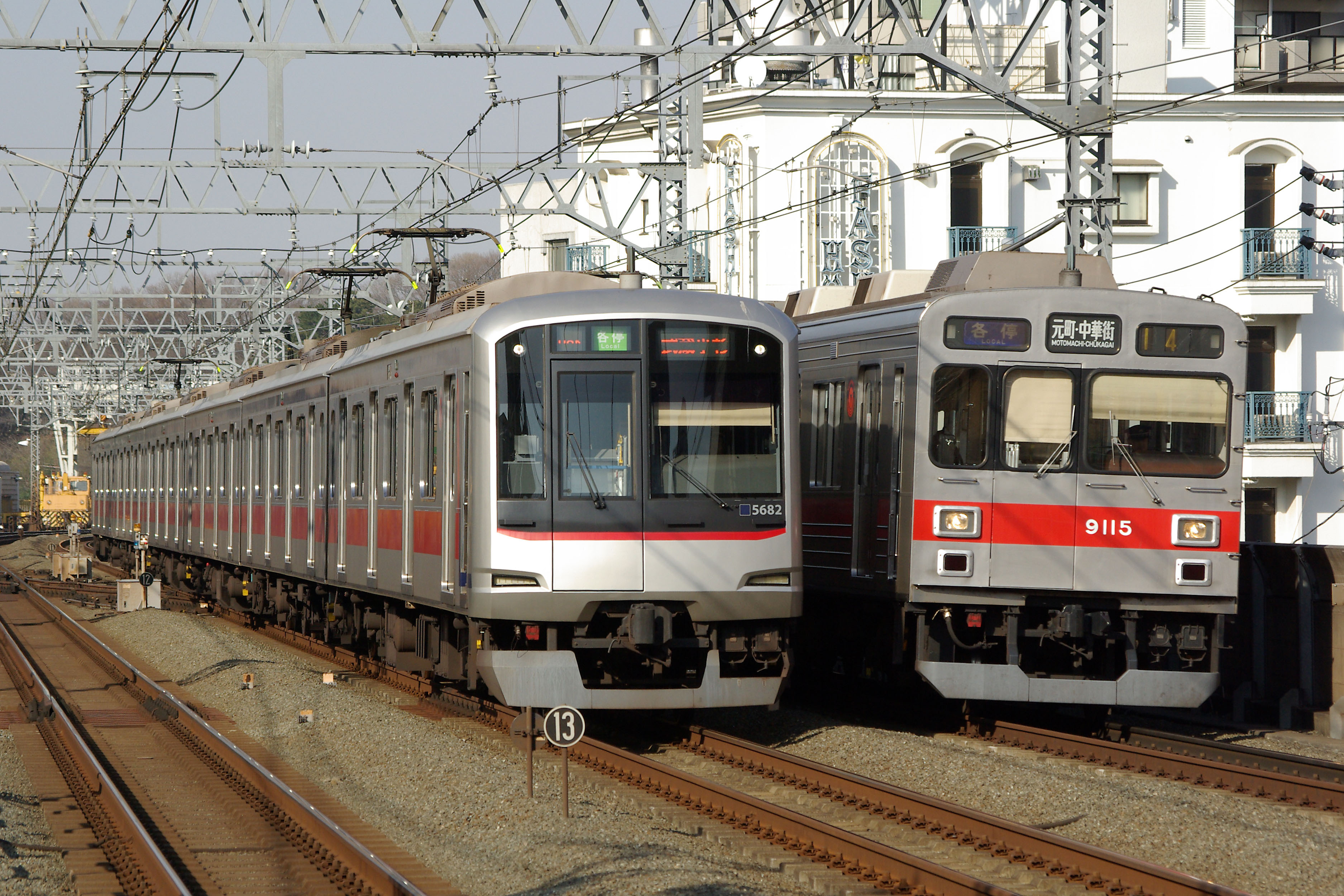
방향별로 복복선을 병행하고 있는 열차 (도요코 선과 메구로 선)
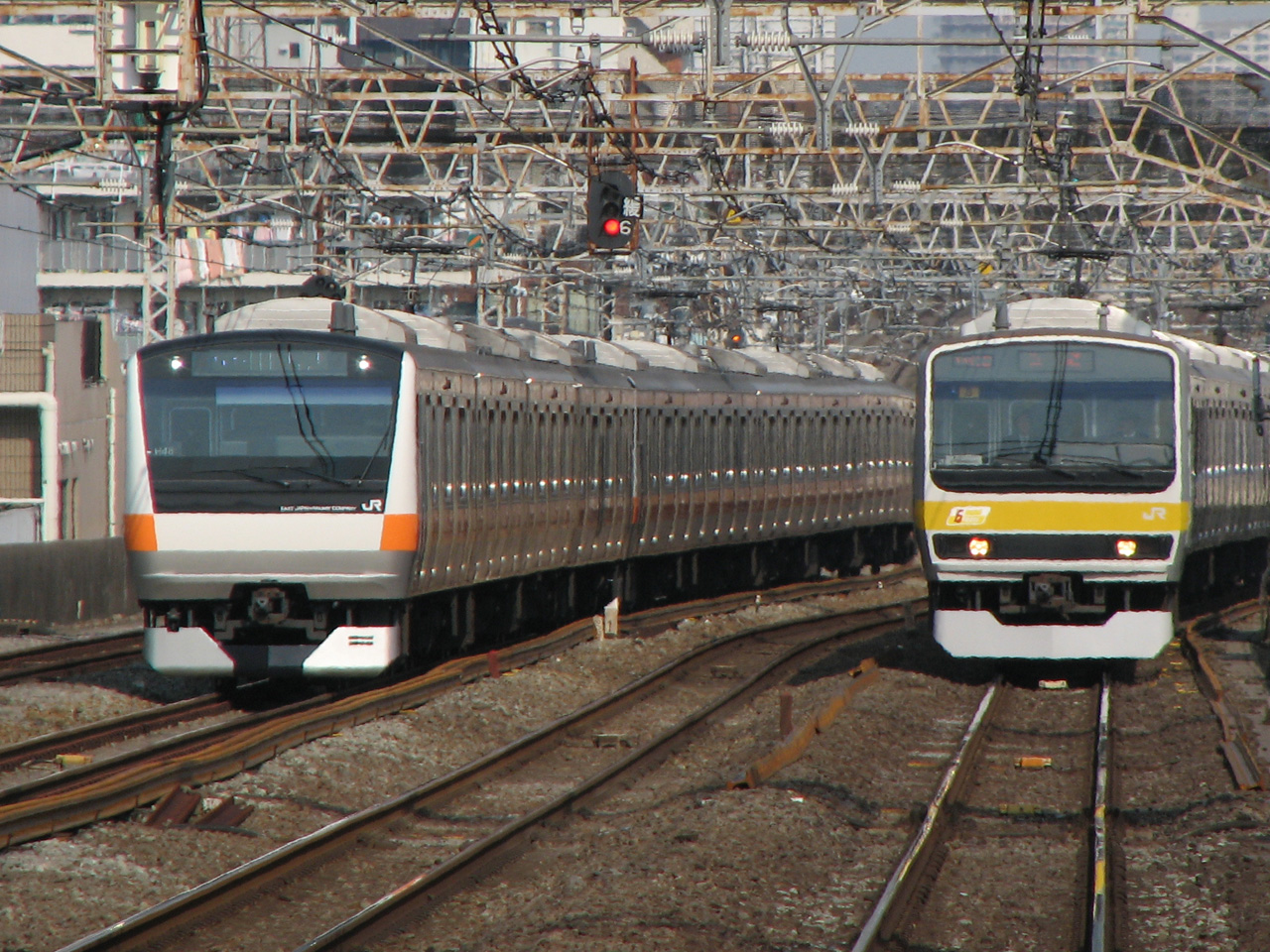
선로별 복복선을 병행하는 열차 (JR 동일본 주오 본선)

## 같이 보기
- 단선
- 복선